# Војни адвокати (7. сезона)
Седма сезона серије Војни адвокати је емитована од 25. септембра 2001. године до 21. маја 2002. године и броји 24 епизоде.

## Опис
Главна постава се у овој сезони није мењала.

## Улоге

### Главне
- Дејвид Џејмс Елиот као Хармон Раб мл.
- Кетрин Бел као Сара Макензи
- Патрик Лаборто као Бад Робертс
- Џон М. Џекосн као Алберт Џетро Чегвиден

### Епизодне
- Тери О’Квин као Томас Бун (Епизоде 9-10, 13)
- Скот Лоренс као Питер Тарнер (Епизоде 2-5, 7-17, 19-22, 24)
- Зои Меклилан као Џенифер Коутс (Епизоде 11, 19-24)

## Епизоде
| Бр. у серији | Бр. у сезони | Наслов                    | Редитељ           | Сценариста                                               | Премијерно емитовање |
| --- | ------------ | ------------------------- | ----------------- | -------------------------------------------------------- | -------------------- |
| 135 | 1            | Препуштени себи (2. део)  | Бредфорд Меј      | Дејна Коен и Стивен Зито                                 | 25. септембар 2001.  |
| Харм је спашен, а Скејтс га оживљава вештачким дисањем. Његово спашавање компликује амнезија, а Мек доноси одлуку да не заказује поново венчање. Мик одлази из њеног стана, осећајући да им се веза распада. Скејтс посећује Харма у Војној болници "Бетезда" и говори му да се враћа на летење. Мек посећује Харма кући и покушавају поново да разговарају о свом односу. Мик зове Мек и говори јој да осећа да је она донела одлуку и да се он враћа за Аустралију. Мек га прати до аеродрома "Далес", али касни. Зове Харма у сузама, а он јој говори да дође код њега у стан. Ипак, Рене је претиче са вестима да јој је отац умро. Харм говори Мек да не могу да причају сад и она остаје на улици сама док киша почиње да пада. |              |                           |                   |                                                          |                      |
| 136 | 2            | Новајлија у граду         | Теренс О’Хара     | Стивен Зито                                              | 2. октобар 2001.     |
| Мек тражи задатак даље од штаба САГ-а, а први задатак јој постаје истрага нестанка официра САГ-а на броду на који су она и Гани додељени док Хармов ученик на Војној академији, командир Сарџис Тарнер, подморничар који је постао адвокат стиже у САГ као најновији члан екипе. Прва појава Питера Тарнера. |              |                           |                   |                                                          |                      |
| 137 | 3            | Meра људи                 | Бредфорд Меј      | Дејна Коен                                               | 9. октобар 2001.     |
| Када је Харм добио задатак да брани војног мајора за убиство из нехата током војне вежбе по лошем времену, Мек је принуђена да се суочи са осећањима од којих бежи. |              |                           |                   |                                                          |                      |
| 138 | 4            | Кривица                   | Грег бимен        | Дејвид Ерман                                             | 16. октобар 2001.    |
| Током превоза војника оптуженог за силовање из индонезијског у амерички притвор, амерички конзулат пада под опсаду, а подофицир је убијен. Мек, официр виши по чину који је присутан, преузима вођство и води евакуацију америчких грађана пре него што конзулат падне у руке бесним Индонежанима који покушавају да преузму ствари у своје руке тако што ће се осветити поменутом војнику док у америци Сингерова расрђује Харма нападајући Харијет током суђења МВК-овцу који је убио опасног путника током лета авиона. |              |                           |                   |                                                          |                      |
| 139 | 5            | Помешане поруке           | Скот Бразил       | Нен Хејген                                               | 23. октобар 2001.    |
| Хармов друг који ради у Војно-безбедносном скупу је убијен, а докази указују да је преносио тајне Кинезима, али није све како изгледа док је Мек награђена орденом за похвалу за свој задатак док настава потрагу за Индонежанком са којом се спријатељила током опсаде конзулата. |              |                           |                   |                                                          |                      |
| 140 | 6            | Опроштај                  | Џејмс Вајтмор мл. | Дејвид Ерман                                             | 30. октобар 2001.    |
| Харм се суочава са могућим избацивањем из САГ-а када његова истрага о братимљењу открива могућу шпијунажу и он осећа да мора да прекрши тајност између адвоката и странке. Оптужбе за злостављање детета од стране мајке војникиње према оцу добијају помоћ од неочекиваног извора. |              |                           |                   |                                                          |                      |
| 141 | 7            | Заседа                    | Бредфорд Меј      | Дон Макгил                                               | 6. новембар 2001.    |
| Кад војник прекрши правила службе и када је шесторо његових људи побијено у заседи, Харм мора да докаже да је човек слушао наређења свог командира док Мек мора да се суочи са случајем високо-технолошког воајерисања малолетника у војној бази. |              |                           |                   |                                                          |                      |
| 142 | 8            | САГатон                   | Скот Бразил       | Синопис: Дејна Коен Сценарио: Дејна Коен и Џ. Џетсин Так | 13. новембар 2001.   |
| Пријатељски маратон у добротворне сврхе између особља САГ-а постаје нешто више када закопане свађе и понос испливају док се Харм суочава са човеком који хоће да остави утисак на запослене САГ-а. Касније, током трке, Харм и Мек се помирују након што заврше на другом месту у трци, из Старџиса који је дошао у последњем минуту. |              |                           |                   |                                                          |                      |
| 143 | 9            | Пас пљачкаш (1. део)      | Teренс О’Хара     | Стивен Зито                                              | 20. новембар 2001.   |
| Адмирал Бун је позван из пензије да реши дипломатски догађај када је амерички ПЦ 3-Орион на Тајвану сударио са кинеским авионом и када је био принуђен да принудно слети у Кину, али док жељност једног авијатичара да спаси летелицу да не падне у руке Кинезима прети да промени ствари и на крају угрози америчко-кинеске односе, док Мек, Бад и Старџис имају посла са двојицом морнара који су направили борбу један на један. Појава Томаса Буна. |              |                           |                   |                                                          |                      |
| 144 | 10           | Пас пљачкаш (2. део)      | Џери Лондон       | Стивен Зито                                              | 27. новембар 2001.   |
| Када је војни авијатичар на своју руку уништио заробљени ПЦ 3-Орион пројектилом из Ф-18 Хорнета, Харм мора да спречи да догађај покрене варницу између Америке и Кине док покушава да реши каријеру авијатичара коме прети суђење. Док се то наставља, Мек истражује војног команрида у Војној команди копнених снага који је оптужен за сексизам и дискриминацију војникиња. Појава Томаса Буна. |              |                           |                   |                                                          |                      |
| 145 | 11           | Одговор на молитву        | Terrence O'Hara   | Синопис: Пол Левин Сценарио: Нен Хејген и Пол Левин      | 11. децембар 2001.   |
| Када Божић затвори војни затвор, Харм је тамо заробљен са подофицирком Џенифер Коутс. Бадовом брату је заказан састанак у Војној академији. Харм добија диван поклон за Божић, учтивост Клејтона Веба. Хармова корвета из '68. му је украдена из гараже, али му је враћа Старџис, који јој је ставио нови кров. Прва појава Џенифер Коутс. |              |                           |                   |                                                          |                      |
| 146 | 12           | Капитални злочин          | Ричард Комптон    | Дон Макгил                                               | 8. јануар 2002.      |
| Мек и Старџис имају посла са убиством војног командира који је радио за Одбрамбену агенцију за решавање претњи што доводи до много веће завере са руским нуклеарним оружјем. Ухваћена у тренутку Мек признаје Старџису да се заљубила у Харма, али онда куне Старџиса да то не каже ником. Харм истражује несрећу током војне вежбе по лошем времену. |              |                           |                   |                                                          |                      |
| 147 | 13           | Правила понашања          | Денис Смит        | Дејна Коен                                               | 15. јануар 2002.     |
| Харм мора да брани МВК-овца који се упркос наређењима вратио да спасе члана екипе који је рањен током борбе, убивши другог официра. Адмирала Чегвидена је замолио да да отказ Секретаријат морнарице након што га је камера снимила како је ошамарио једног ученика у средњој школи. Чегвиден одбија да да отказ добровољно, па мора да се суочи са суђњењм које води шеф војних операција где Чегвидена заступа Мек. Појава Томаса Буна. |              |                           |                   |                                                          |                      |
| 148 | 14           | Чудак напоље              | Мајкл Швајцер     | Дејвид Ерман                                             | 22. јануар 2002.     |
| Хармов и Мекин случај болничара оптуженог за убисство војника који је изгледа узео болничарев орден Светог Кристофера компликује Бадов улазак у пороту, а Бад верује да бочничар није крив због доказа који је искључен због провале у притвор МЗИС-а. Старџис помаже супруги војникињи чији је муж на задатку у подморници. Харм има две карте за супербол, а његови пријатељи се питају колико и кога ће водити. |              |                           |                   |                                                          |                      |
| 149 | 15           | Чукаљ                     | Teренс О’Хара     | Дејна Коен и Дон Макгил                                  | 5. фебруар 2002.     |
| Харм и Мек иду у Саудијску Арабију да бране авијатичарку која је летела Ц-300 Херкулом док је служила у америчком ваздухопловству, али одбија да носи абају када није у бази, што ствара тензију између командира базе и грађанства. Старџис и конгресменка Летам су изашли на своју прву вечеру. |              |                           |                   |                                                          |                      |
| 150 | 16           | Мисија                    | Род Харди         | Стивен Зито                                              | 26. фебруар 2002.    |
| Током мисије трупа око нових правила службе, Харм је замољен да води посебну бомбардерску мисију у Авганистану. Старѕис сарађује блиско и зближава се са конгресменком Летам. Сингерова је полудела када је Бад унапређен пре ње, али Баду проблеми на суђењу праве веће невоље. |              |                           |                   |                                                          |                      |
| 151 | 17           | Доказ невиности           | Харви С. Ледмен   | Eрик А. Морис                                            | 5. март 2002.        |
| Бад је оптужен да није бранио странку како треба, а Мек је кључни сведок оптужбе док Харм брани Бада на случају који би могао да утиче на Бадову целу каријеру не само адвокатску него и морнаричку док се особље јако труди да споји адмирала са неком женом. |              |                           |                   |                                                          |                      |
| 152 | 18           | Јуначки рад               | Род Харди         | Синопис: Дон Макгил и Дејна Коен Сценарио: Дејна Коен    | 12. март 2002.       |
| Пожар на разарачу током вежбе може бити резултат нехата због старости брода док адмирал Чегвиден покушава да помогне старом носиоцу Ордена части из Другог светског рата да може да дође на гала приредбу у Белој кући. |              |                           |                   |                                                          |                      |
| 153 | 19           | Прва жртва несреће        | Оз Скот           | Пол Левин                                                | 26. март 2002.       |
| Харм и Мек су добили деликатан случај када председник одлучи да се суди новинару који је можда открио положај МВК-оваца у Авганистану, а Бад прима наређења да крене на море. |              |                           |                   |                                                          |                      |
| 154 | 20           | Чикашка лука              | Џинот Шварц       | Дон Макгил                                               | 9. април 2002.       |
| Старџиса је отац замолио да помогне човеку коме се суди након што је одбио да се врати на посао након катастрофе у луци "Чикаго" у Другом светском рату док Харијет купује нову кућу а да није рекла Баду. |              |                           |                   |                                                          |                      |
| 155 | 21           | Tрибунал                  | Maрк Хоровиц      | Чарлс Холанд                                             | 30. април 2002.      |
| Харм и Мек се боре против адмирала и Старџиса на војном суђењу члана Ал-Каиде са високим чином који је заробљен током рације у Авганистану. Када је откривено да је снајпериста који је пуцао на екипу која је накрају привела терористу у ствари терористин брат, Мек одлази у Авганистан са Вебом да податке о предстојећем Ал-Каидином терорисању и њих двоје се састају са Ганијем док Харм наставља да тужи на суду где су адмирал и Старџис браниоци. Током адмираловог одсуства, Сингерова води штаб, пошто је постављена за вд шефа и није стекла нове пријатеље. |              |                           |                   |                                                          |                      |
| 156 | 22           | Бранећи његову част       | Џинот Шварц       | Лини Грин и Ричард Левин                                 | 7. мај 2002.         |
| Када је војни судија, капетан Овен Сербинг, оптужена за убиство из немара у коме је страдала беба, Харм мора да открије да ли је лични живот човека довео до тога. Сингерова прави невоље између Бада и Харијет. |              |                           |                   |                                                          |                      |
| 157 | 23           | У земљи                   | Хјуго Кортина     | Дејна Коен                                               | 14. мај 2002.        |
| Док су били "на селу" да истраже напад у коме су погинула три рађана, Харм и Мек бивају заробљени преко ноћи на минском пољу када је њихово возило отишло. Бад јединствено приступа испитивању, разоварајући о главном деткетиву из Звезданих стаза са притвореником, доноси резултате док Веб разговара учи Ганија о предавањима ољубави и цени рата. |              |                           |                   |                                                          |                      |
| 158 | 24           | Непријатељ испод (1. део) | Бредфорд Меј      | Синопис: Чарлс Холанд Сценарио: Доналд П. Белисарио      | 21. мај 2002.        |
| Сат откуцава сваки минут о виталности док екипа из САГ-а ради на случају терористе. Ипак, ствари ускоро постају врло интензивне када се сазна да је иранска дизел-електрична подморница којом командују терориста Ал-Каиде и осветнички руски подморничар је успела да побегне пратњи и да планира да испали прљаво нуклеарно торпедо на амерички брод на Арапском мору, што на крају присиљава Харма да седне у пилостку кабину, а Старџис је привремено додељен броду "Водени град" да помаже посади док су Хармове пилотске вештине стављене на проверу и такође доведене до граница кад он и још један авијатичар покушавају да зауставе пројектил да не погоди амерички брод Морски соко који је пројектилова главне мета за потапање брода и испуштање штетног зрачења које би могло да побије све на броду, међу којима су капетан Џонсон, Мек и Бад, терајући Харма да се очајно коцка да ли би могао да спаси све док Старџис доноси траг о руском подморничару који је једини подморничар кога Старџис није могао да надмудри док је радио као подморничар. Касније, током мисије где је требало да се извини анганистанском селу чија је школа уништена случајно у току напада америчке морнарице, Бад покушава да спасе једног малог Авганистанца за кога верује да је заробљен на пољу које је потпуно прекривено нагазним минама, али долази до изненадног и врло потресног преокрета када Бад нагази на мину која експлодира и бад после тога остаје непомичан на земљи лоше рањен и изгубио је десну ногу, а епизода се завршава висећом судбином |              |                           |                   |                                                          |                      |